# Copperfield Dávid (regény)
A Copperfield Dávid [eredeti címén: The Personal History, Adventures, Experience and Observation of David Copperfield the Younger of Blunderstone Rookery (Which He Never Meant to Publish on Any Account) - magyarul kb. A Blunderstone Varjúvárbeli ifjú, David Copperfield élettörténete, kalandjai, tapasztalatai és megfigyelései (melyeket egyébként egyáltalán nem akart nyilvánosságra hozni)] Charles Dickens angol író nyolcadik regénye, mely 1849-50-ben előbb folytatásokban, majd 1850-ben kötetben is megjelent. Jelentősen önéletrajzi ihletésű mű, az író egyes szám első személyben meséli el a történetet. Az 1867-es kiadás előszavában ezt írta: "mint igen sok szerető szülőnek, van nekem is szívem legmélyében egy kedvenc gyermekem, és ez David Copperfield."

## Történet
|  | Alább a cselekmény részletei következnek! |

A regény története Copperfield Dávid életét követi nyomon gyermekkorától felnőtté válásáig. Dávid 1820-ban született az angliai Blunderstone-ban, mely a norfolki Great Yarmouth közelében található. Édesapját nem ismerte, mivel ő fia születése előtt hat hónappal elhunyt. Gondtalan gyermekkorának keserű véget vet, mikor édesanyja férjhez megy Edward Murdstone-hoz. A hétéves Dávid az első perctől gyűlöli mostohaapját és a vele együtt a házukba költöző testvérét, Jane Murdstone-t, és erre minden oka meg is van: Edward Murdstone rendszeresen veri őt, amiért nem tanul elég jól. Egy verés alkalmával aztán Dávid megharapja őt. Mostohaapja bosszúból egy bentlakásos iskolába, a Salem-házba küldi őt a kegyetlen Mr. Creakle iskolaigazgató felügyelete alá. Dávid az iskolában összebarátkozik James Steerforth-tal és Tommy Traddlesszel.
A szünidőre hazatérve látja, hogy édesanyja időközben egy fiút szült Murdstone-nak. Nem sokkal az után, hogy visszamegy a Salem-házba, anyja és a csecsemő meghalnak. Dávid hazajön a szomorú hírre, de nem sokáig maradhat otthon, mert mostohaapja Londonba küldi dolgozni egy gyárba, melynek egyébként társtulajdonosa. Dávid londoni ismerőse, Wilkins Micawber azonban hamarosan az adósok börtönébe (a King's Bench börtönbe) kerül jó néhány hónapra. (Kiszabadulása után Plymouthba költözik.) Dávid így felügyelet nélkül marad, és elhatározza, hogy megszökik.
Londonból gyalog jut el Doverbe, ahol rátalál egyetlen élő rokonára, az özvegy (ám férjétől annak halála előtt tíz évvel elvált) és meglehetősen excentrikus nagynénjére, Betsey Trotwoodra. Edward Murdstone is megtudja mindezt, és megpróbálja visszaszerezni Dávid felügyeleti jogát, ám a karakán nagynéni ezt nem hagyja annyiban, és Dávid végül vele maradhat. A nevét is megváltoztatja Trotwood Copperfield-re, és általában Trotnak szólítja.

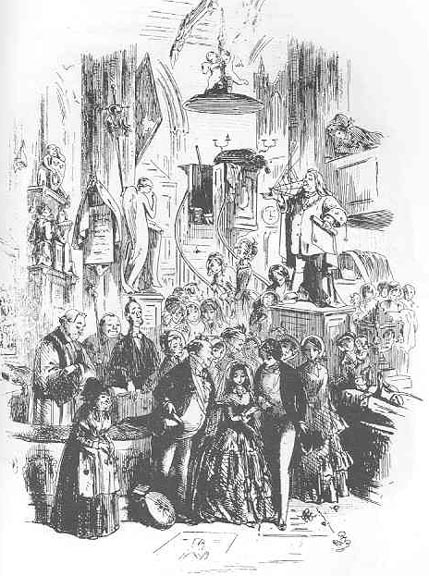
Dávid és Dóra házassága
Hablot Knight Browne rézkarca (1850)

Ahogy Dávid felnő, számos szereplő tűnik fel az életében, majd tűnik el, illetve tér vissza. Clara Peggotty, Dávid édesanyjának egykori házvezetőnője is ezek közé tartozik. Peggotty elárvult unokahúga, Emily és Dávid között szoros barátság szövődik, azonban Steerforth, Dávid romantikus, de meglehetősen önző iskolatársa elcsábítja és megszégyeníti a lányt. Ez az esemény a regény legsúlyosabb tragédiáját készíti elő. Dávid bizalmasa ezek után háziurának leánya, Agnes Wickfield lesz. A regény két legismertebb figurája az eladósodott Micawber úr, Dávid londoni szállásadója és mentora, valamint annak agyafúrt és csaló titkára, Uriah Heep. Uriah bűneit később Micawber úr leleplezi. Micawber úr alapvetően rokonszenves figura, még ha pénzügyi szempontból óriási ostobaságokat követ is el.
A regény végére a főszereplők cselekedeteiknek megfelelően részesülnek jutalomban vagy büntetésben; kevés szál marad elvarratlan. Dan Peggotty és Emily a megözvegyült Mrs. Gummidge-dzsel és a teljes Micawber családdal együtt Ausztráliában kezdenek új életet, ahol immár biztonság és boldogság az osztályrészük. Dávid feleségül veszi a szép, de kissé naiv Dora Spenlow-t, aki azonban elvetélése után nem sokkal meghal. Dávid végül rájön, hogy az ő igazi társa nem más, mint Agnes Wickfield, aki mindig is szerette őt, s összeházasodnak. Három gyermekük születik, közülük az egyiket Betsey Trotwoodnak nevezik el a nagynéni után.
|  | Itt a vége a cselekmény részletezésének! |

## Elemzés
A Copperfield Dávid Dickens első olyan regénye, melyben egyes szám első személyben meséli el a történetet. Az író maga is elismerte, hogy mind közül leginkább ezt a művét kedveli, és hogy Dávid Copperfield, "képzeletének gyermeke" igen közel áll a szívéhez, már csak azért is, mert a regény cselekménye sokban hasonlít írójának életéhez. Nem a szó szoros értelmében vett önéletrajz, de Copperfield Dávid és Dickens karrierje nagyfokú hasonlóságot mutat - a főhős nevének kezdőbetűi az író nevének kezdőbetűi felcserélve.
Az elemzők a művet általában fejlődésregénynek tartják, hasonlóan Dickens 1861-ben íródott Szép remények című regényéhez. Ugyanebbe a műfaji csoportba tartozik Charlotte Brontëtől a Jane Eyre, Thomas Hardytól a Lidércfény, Samuel Butlertől a Minden testnek útja, H. G. Wellstől a Tono-Bungay, D. H. Lawrencetől a Szülők és szeretők, és James Joyce-tól az Ifjúkori önarckép is.
Számos más írónak is kedves emlékei fűződnek ehhez a regényhez. Tolsztoj Dickenst a legnagyobb angol írónak nevezte, a Copperfield Dávidot pedig legjobb művének. Henry James gyermekkorában egy kis asztal alá rejtőzve hallgatta édesanyja felolvasását. Dosztojevszkij szibériai fogsága idején olvasta. Franz Kafka saját első regényét (Amerika) a David Copperfield "merő utánzatának" nevezte. James Joyce az Ulysses című művében ezt a regényt parodizálta. D. K. Chesterton Tolsztojhoz hasonlóan Dickens legnagyszerűbb művének nevezte.

## Szereplők
- Copperfield Dávid: A regény főhőse, derűlátó, szorgalmas és kitartó egyéniség. Később Trotwood Copperfield lesz a neve. Apját is Dávid Copperfieldnek hívták, de ő meghalt, mielőtt fia megszületett. Dávidnek a regényben számos beceneve van: a Peggotty család Davynek szólítja, James Steerforth Daisynek, Dora Spenlow Doadynek. A Micawber család inkább a vezetéknevét használja, míg Betsey Trotwood és társasága előtt a neve Trot.
- Clara Copperfield: Dávid édesanyja, ártatlan, kissé gyermeteg teremtés. Nem sokkal az után, hogy második férjének, Edward Murdstone-nak fiút szült, meghal, majd meghal a csecsemő is. (Dávid ekkor a Salem-házban van, ahová mostohaapja küldte.)
- Clara Peggotty: A Copperfield család és Dávid hű szolgálója. Dávid családja a vezetéknevén szólítja őt, hogy ne keverjék össze Dávid édesanyjával, akinek a keresztneve szintén Clara. Miután feleségül megy Mr. Barkishoz, férje nevével is utalnak rá. Miután férje meghal, háromezer font értékű részt örököl annak vagyonából; ez a 19. század végén igen jelentősnek számított. (Mr. Barkis Dávidre, Daniel Peggottyre és Emilyre is hagyott szerényebb összegeket.) Az özvegy Peggotty előbb Londonban Dávid házvezetőnője, majd Yarmouthban unokaöccse, Ham Peggotty mellett végez hasonló munkát. Miután Ham meghal, Betsey Trotwoodhoz szegődik.
- Betsey Trotwood: Dávid temperamentumos, karakán, de nagyon jószívű nagy-nagynénje; ő lesz Dávid gyámja, miután a fiú elszökik a London Blackfriars nevű negyedében található Grinby & Murdstone cég áruraktárából. A Copperfield-házban tartózkodik azon az éjjelen, amikor Dávid megszületik, de haragosan távozik, amikor megtudja, hogy az újszülött fiú, és nem leány, ahogyan szerette volna. Mindaddig nem is kerül előtérbe, amíg Dávid hozzá nem szökik Londonból. Unokaöccsével gyengéd és szeretetteljes, megvédi őt és édesanyját Edward Murdstone-nal szemben, amikor a férfi vissza akarja szerezni Dávid felügyeleti jogát; bátran szembeszáll vele, a szemére hányja, hogy milyen lelketlenül bánt Dáviddal és Clarával, s gyakorlatilag kidobja a férfit a házából.
- Mr. Chillip: Szerény, idős orvos, aki világra segíti Dávidot. Betsey Trotwooddal ő közli, hogy fiú született, s ő kénytelen elviselni a nagynéni fellángoló haragját, mivel ő inkább leányt szeretett volna.
- Mr. Barkis: Foglalkozására nézve fuvaros; zárkózott természetű férfi, aki később feleségül veszi Clara Peggottyt. Kicsit fösvény. Meglepően nagy vagyonát egy "régi ruhák" feliratú, igen egyszerű küllemű dobozban őrzi. Halála után feleségére és családjára az akkor csillagászati összegnek számító háromezer fontot hagy.
- Edward Murdstone: A regény első felének negatív főhőse. A kis Dávid kegyetlen mostohaapja, aki folyton veri a fiút. Dávid egy alkalommal megharapja őt, ezért bosszúból a Salem-házba, egy magániskolába küldi, amelyet barátja, Mr. Creakle vezet. Miután Dávid édesanyja meghal, a fiút saját londoni cégének telephelyére küldi, ahol Dávidnek borosüvegeket kell mosogatnia. Betsey Trotwood házában is felbukkan, miután Dávid oda menekül, de a nagynéni kiadja az útját. Úgy tűnik, ezt követően kissé megbánta korábbi viselkedését, de később a regényből megtudjuk, hogy újranősült, és ugyanúgy bánik ifjú feleségével, ahogy annak idején Clarával.
- Jane Murdstone: Edward Murdstone testvére; férje nincs, és legalább olyan kegyetlen, mint Edward, akivel együtt maga is beköltözik a Copperfield-házba. Dávid első feleségének, Dora Spenlownak "bizalmas barátja", és a Dávid és Dora apja, Mr. Spenlow között kialakuló konfliktusok fő okozója. Amikor Edward Clara halála után újranősül, ismét csatlakozik testvéréhez, mit sem változtatva a Copperfield-házban mutatott viselkedésén.
- Daniel Peggotty: Clara Peggotty bátyja, szerény természetű, bőkezű halászember, aki árvaságra jutott unokaöccse, Ham és unokahúga, Emily gyámja lesz. Dávid egy alkalommal Clara Peggotty kíséretében nála tölti a vakációt. Emilyt később Dávid barátja, James Steerforth megszökteti. Dávid kitartóan keresi a lányt, és végül Londonban talál rá. Daniel és Emily ezek után kivándorolnak Ausztráliába új életet kezdeni.
- Emily: Daniel Peggotty unokahúga, Dávid gyermekkori barátja. Ham Peggotty, aki unokatestvére is, lesz a vőlegénye, de elhagyja őt James Steerforthért. Miután elszökik otthonról, nagybátyja kétségbeesetten indul a keresésére. Londonban talál rá, ahol a regény utalásai alapján Emilyt valószínűleg prostitúcióra kényszerítették. Nagybátyjával együtt Ausztráliába emigrálnak, mivel Angliában már nem tudnák helyreállítani megtépázott jóhírüket.
- Ham Peggotty: Daniel Peggotty unokaöccse, Emily vőlegénye. Jó természetű fiú, olyannyira, hogy egy alkalommal Yarmouthban megpróbálja kimenteni menyasszonyának elcsábítóját, James Steerforth-ot egy hajóroncsból, azonban az akció az ő halálával végződik. Mivel Emily és Daniel Peggotty ekkor már Ausztráliába készülnek, nem közlik velük a szomorú hírt, nehogy meggondolják magukat.
- Mrs. Gummidge: Saját állítása szerint "magányos, elhagyatott teremtés", akiről megözvegyülése után Daniel Peggotty gondoskodik. Ideje nagy részében elhunyt férje után kesereg. Amikor azonban Miután Emily elszökik otthonról, felrázza magát az önsajnálatból, és mindenben támogatja Ham és Daniel Peggottyt. A családdal együtt ő is kivándorol Ausztráliába.
- Martha Endell: Fiatal nő, aki korábban Emily barátnője volt; később rossz hírnévre tesz szert szexuális kicsapongásai miatt. Daniel Peggotty segítségére siet, mikor az Emilyt keresi Londonban. Prostituáltként az öngyilkosság is megfordult a fejében, de végül Emilyvel és a Peggotty családdal együtt Ausztráliába megy új életet kezdeni.
- Mr. Creackle: Dávid bentlakásos iskolájának durva és vaskezű igazgatója, segédje a féllábú Tungay. Mr. Creackle Mr. Murdstone barátja. Murdstone kedvéért külön is gyötri Dávidot, de miután a fiú bocsánatot kér Mr. Murdstone-tól, egy kicsit kedvesebb lesz. Meglepő kímélettel értesíti Dávidot édesanyja haláláról.

## Magyarul
- Copperfield Dávid személyes élettörténete. Regény, 1-2.; ford. Zichy Camilla; Franklin, Bp., 1877
- Copperfield Dávid, 1-3.; ford. Mikes Lajos; Révai, Bp., 1905 (Klasszikus regénytár)
- Copperfield David élete és viszontagságai, amiképpen ő maga feljegyezte; ifjúsági átdolg. Mikes Lajos; Franklin, Bp., 1906
- Copperfield David élettörténete; magyar ifjúság számára átdolg. Benedek Gyula; Athenaeum, Bp., 1906
- Copperfield Dávid; átdolg. Tábori Kornél; Tolnai, Bp., 1926
- Copperfield Dávid története; ifjúsági átdolg. Kosáryné Réz Lola; Singer-Wolfner, Bp., 1926
- Copperfield Dávid, 1-6.; ford. Balla Mihály, bev. Hevesi Sándor; Bp., Gutenberg, 1928 (A Gutenberg Könyvkiadó Vállalat könyvei)
- Copperfield David élete és viszontagságai, amiképpen ő maga feljegyezte; ifjúsági átdolg.; Testvériség-Egység, Újvidék, 1951
- Copperfield David. Gyermekévek, ifjúság; ford. Ottlik Géza, bev. Pál Miklós; Ifjúsági, Bp., 1954
- Copperfield Dávid. Gyermekévek, ifjúság; ford. Ottlik Géza, utószó Bizám Lenke; Móra, Bp., 1964 (Az én könyvtáram. Az ifjúsági irodalom remekei)
- Copperfield Dávid, 1-2.; ford. Szinnai Tivadar, utószó Füst Milán; Európa, Bp., 1966
- David Copperfield. Regény, 1-2.; ford. Szinnai Tivadar, utószó Taxner-Tóth Ernő; Európa, Bp., 1981 (A világirodalom remekei)
- Copperfield Dávid. 4. szint; Charles Dickens alapján, átdolg. María Asensio, rajz. Francesc Ráfols, ford. Wágner Mária; Napraforgó, Bp., 2016 (Olvass velünk!)

## Fordítás
- Ez a szócikk részben vagy egészben a David Copperfield című angol Wikipédia-szócikk ezen változatának fordításán alapul.  Az eredeti cikk szerkesztőit annak laptörténete sorolja fel. Ez a jelzés csupán a megfogalmazás eredetét és a szerzői jogokat jelzi, nem szolgál a cikkben szereplő információk forrásmegjelöléseként.